# Vigonza
Vigonza es una comuna italiana de 21.317 habitantes de la provincia de Padua.

## Geografía
Está localizada a 25 kilómetros al oeste de Venecia y unos 10 kilómetros al noreste de Padua. El municipio de Vigonza contiene las fracciones de Busa, Codiverno, Peraga, Perarolo, Pionca y San Vito y las localidades de Codivernarolo, Battana Prati, Capriccio, Luganega, Barbariga, Carpane, Bagnoli y Santa Maria.

## Evolución demográfica
| Gráfica de evolución demográfica de Vigonza entre 1861 y 2001 |
|                                                               |
| Fuente ISTAT - elaboración gráfica de Wikipedia               |